# Suikerden
Suikerden of reuzenden (Pinus lambertiana) is een soort uit het geslacht den (Pinus). Het is de grootste en meest volumineuze boom uit het geslacht van de dennen en hij heeft de langste kegels van alle coniferen. In het Engels heet de boom sugar pine of sugar cone pine. Suikerden dankt haar naam aan de zoete geur van haar suikerhoudende hars.
Schots-Amerikaans natuurvorser John Muir prees suikerden als "the noblest pine yet discovered, surpassing all others not merely in size but also in kingly beauty and majesty."

## Determinatie
Suikerden is een groenblijvende conifeer. De soort lijkt het meest op weymouthden (Pinus strobus), maar met een 'nettere', donkerdere kroon. De loten zijn groen, fijn en kort roodbruin behaard. Bij kneuzing geven de loten een sterke citroengeur af. De naalden staan in bundels van vijf en worden ongeveer 10 cm lang. De kegels zijn enorm: ze worden tot 45 cm lang. Suikerdennen in Europese arboreta vormen echter zelden of nooit kegels.

## Verspreiding
Suikerden is inheems in de bergen langs de westkust van de Verenigde Staten (meer bepaald in de Cascade Range, Sierra Nevada en Coast Ranges van Oregon, Californië en Nevada) en de Mexicaanse deelstaat Baja California (in het Sierra de San Pedro Mártir-gebergte). In Europa is de boom alleen in arboreta te vinden.

## Aantastingen
Veel suikerdennen zijn aangetast door weymouth-dennenblaasroest, een roestschimmel van Europese oorsprong. Vooral in het noorden van het verspreidingsgebied heeft de schimmel veel suikerdennen geveld. Ook Amerikaanse witte den en asgrijze den lijden hieraan.

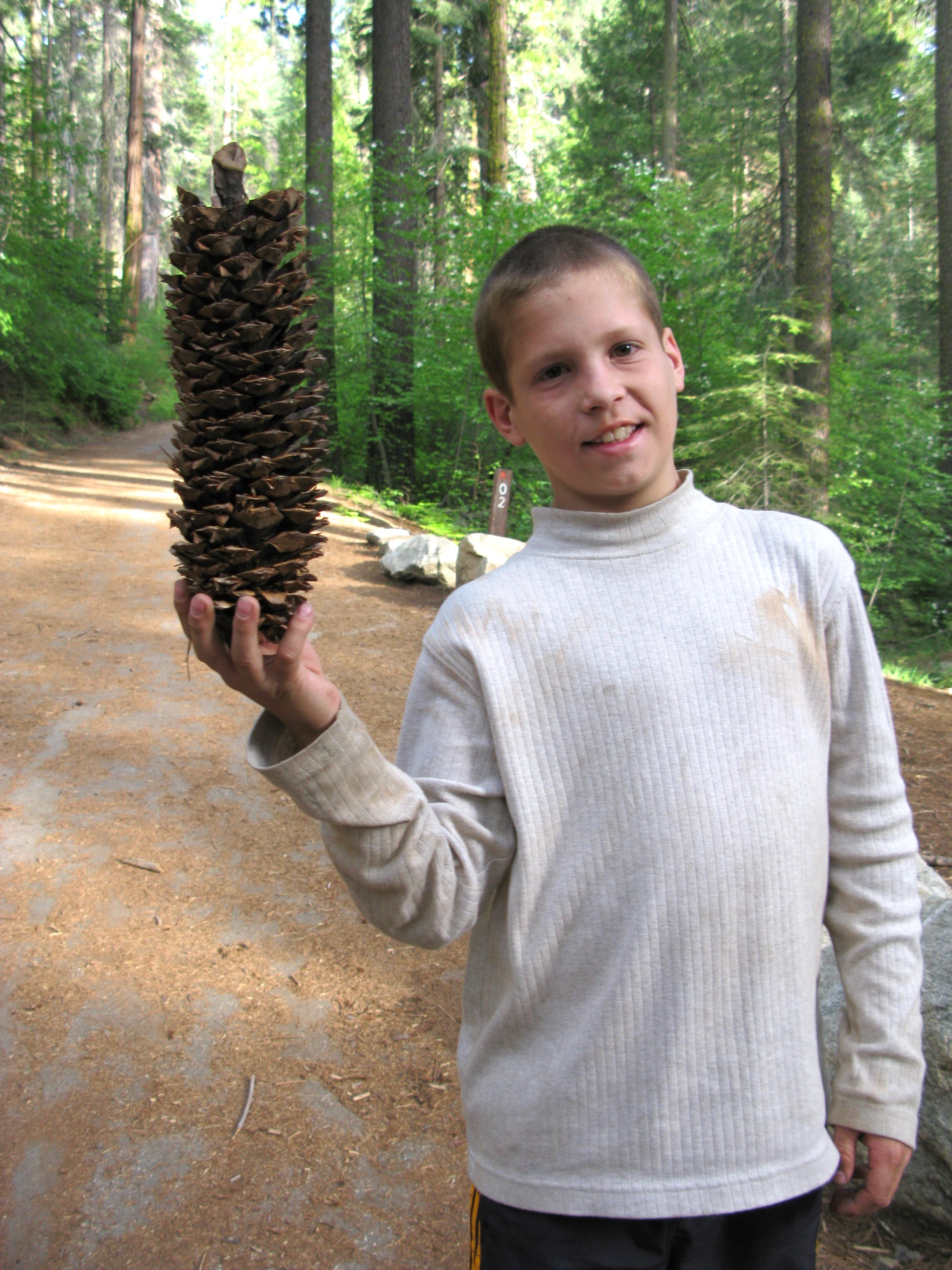
Jongen met de kegel van een suikerden in het Yosemite National Park in Californië
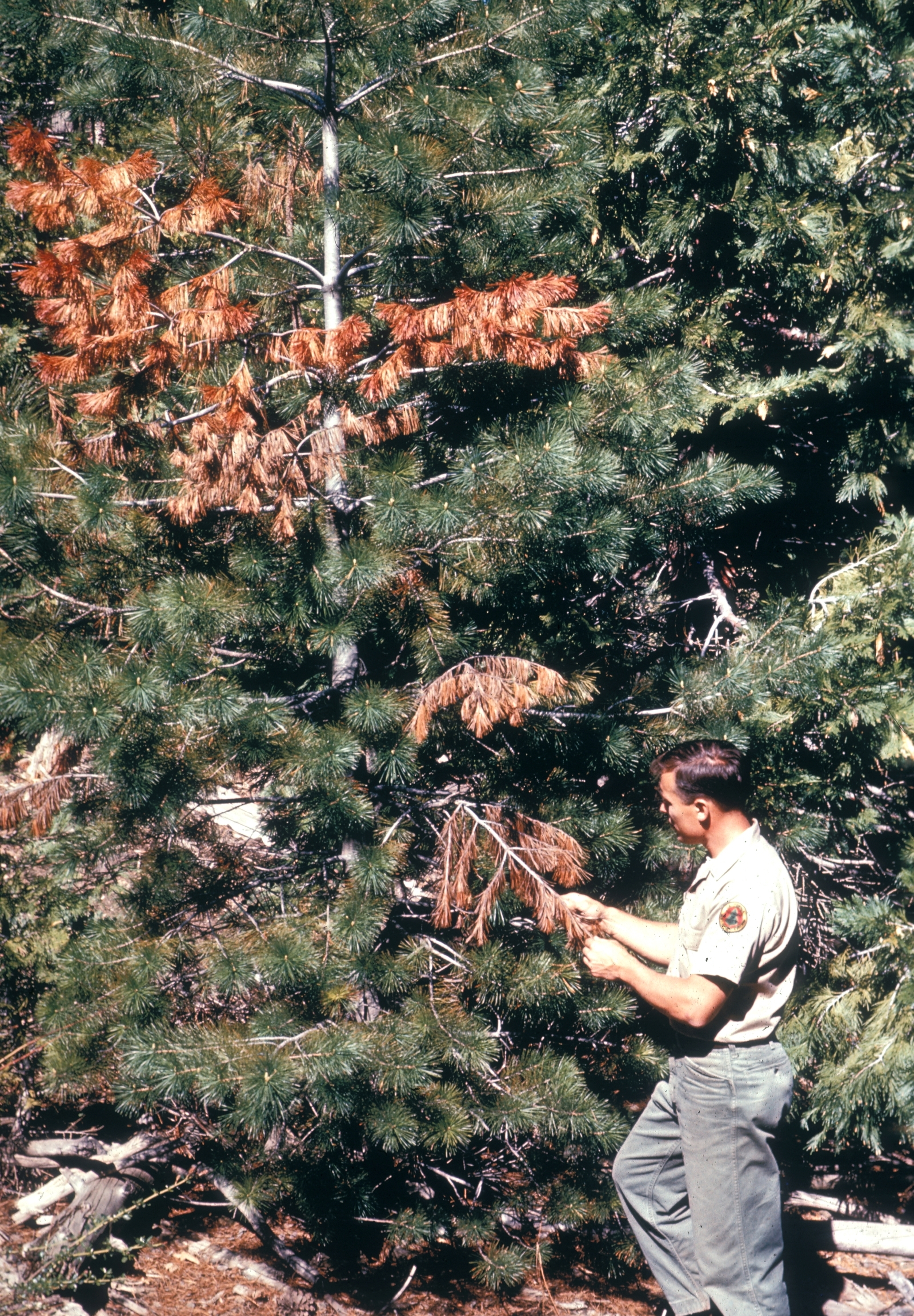
Aangetaste boom door weymouth-dennenblaasroest

... · 
P. albicaulis (asgrijze den) · 
P. aristata (stoppelden) · 
P. balfouriana (vossenstaartden) · 
P. brutia (Turkse den) · 
P. canariensis (Canarische den) · 
P. cembra (alpenden) · 
P. contorta (draaiden) · 
P. densiflora (Japanse rode den) · 
P. halepensis (aleppoden) · 
P. heldreichii (Bosnische den) · 
Pinus hwangshanensis · 
P. jeffreyi (jeffreyden) · 
P. koraiensis (Koreaanse den) · 
P. lambertiana (suikerden) · 
P. longaeva (langlevende den) · 
P. monophylla · 
P. monticola (Amerikaanse witte den) · 
P. mugo (bergden) · 
P. muricata (bishopden) · 
P. nigra (zwarte den) · 
P. nigra subsp. laricio (Corsicaanse den)  · 
P. nigra subsp. nigra (Oostenrijkse den) · 
P. palustris (moerasden) · 
P. parviflora (Japanse witte den) · 
P. peuce (Macedonische den) · 
P. pinaster (zeeden) · 
P. pinea (parasolden) · 
P. ponderosa (gele den) · 
P. pumila (Siberische dwergden) · 
P. radiata (montereyden) · 
P. strobus (weymouthden) · 
P. sibirica (Siberische den) · 
P. sylvestris (grove den) · 
P. thunbergii (Japanse zwarte den) · 
P. wallichiana (tranenden) · 
...